# 沃爾夫定律
沃爾夫定律（英語：Wolff's law）是由十九世紀時德國的解剖學家及外科醫生朱利叶斯·沃尔夫提出的理論，認為健康的人類或動物的骨骼會適應所在部位需承受的負載。若特定骨骼的負載增加了，骨骼會慢慢的變強壯，來承受該負載。骨中小梁的內在結構會產生適應性的變化，而骨的外層皮層也會隨之變化，因此也有可能使骨骼變粗。反之亦然，若骨骼負載減少，骨骼也會變細，因為該骨骼的新陳代謝較不需要，而且沒有刺激來產生可以維持骨質量的骨的再建。這種骨密度的減少（骨質缺乏）稱為應力遮蔽（stress shielding），可能出現在髖關節手術（或是植入其他假體）後的情形。骨骼因為其他的假體承受了應力，因此讓骨骼無法承受到正常的應力。

## 其他相關的定律]
- 在軟組織上，有類似的戴維斯定律，提到軟組織如何因為適應需求而調整。
- 進階版的沃爾夫定律：由Harold Frost（英语：Harold Frost）提出的Utah-Paradigm of Bone physiology（機械靜力學（英语：Mechanostat）理論）[5]。

## 外部連結
- Julius Wolff Institut （页面存档备份，存于）, Charité - Universitätsmedizin Berlin, main research areas are the regeneration and biomechanics of the musculoskeletal system and the improvement of joint replacement.